# Agăș
Agăș è un comune della Romania di 6 787 abitanti, ubicato nel distretto di Bacău, nella regione storica della Moldavia.
Il comune è formato dall'unione di 8 villaggi: Agăș, Beleghet, Coșnea, Cotumba, Diaconești, Goiasa, Preluci, Sulța.